# ケヴィン・フェダーライン

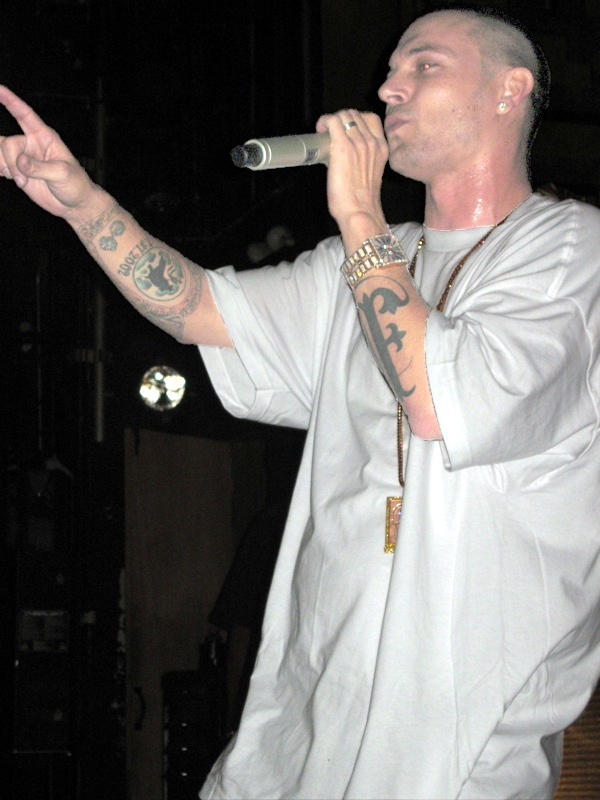
ケヴィン・フェダーライン（2007年）

ケヴィン・フェダーライン（Kevin Federline、1978年3月21日 - ）は、アメリカ合衆国のダンサー、歌手、俳優、DJ。

## 略歴
バックダンサーをしていた頃にブリトニー・スピアーズと出会い結婚、この頃ケヴィンには妊娠中の恋人がいたがあっさり捨ててブリトニーに乗り換えている。
その後、二人の子供が生まれるが、2007年に離婚が成立。ブリトニーの精神状態などを理由にして単独の親権を得ると、ブリトニー側が月に2万ドル（約225万円）の養育費をケヴィンに支払っていた。しかし2018年には養育費を3.5万ドル（約394万円）を増額するように要求し、ブリトニー側が折れる形で養育費の支払いが増額された。更に長男への養育費の支払い義務が終わった2023年にも父親である自分の方と過ごす時間が多い事などを理由に次男への養育費として更なる増額を要求したと報じられた、ブリトニーは非常識な額の養育費の支払いに疲れているといわれ、息子達の為なら喜んで力になるとしたが、その場合はケヴィンじゃなく息子達に直接援助するだろうと伝えられた。
ケヴィンは現在、新しい恋人との間に生まれた子供を含めて6人の子供の父親でもある。

## 主なフィルモグラフィ
- 『CSI:7 科学捜査班』 - CSI: Crime Scene Investigation (2006年) ※1エピソード
- 『鉄板ニュース伝説』 - The Onion Movie (2008年)
- 『ワン・トゥリー・ヒル』 - One Tree Hill (2008年) ※シーズン5
- 『アメリカン・パイ in ハレンチ教科書』 - American Pie Presents: The Book of Love (2009年)

## ディスコグラフィ

### スタジオ・アルバム
- Playing with Fire (2006年、Reincarnate)

### シングル
- "PopoZão" (2006年)

### その他の楽曲
- "Y'All Ain't Ready" (2005年)
- "Lose Control" (2006年)
- "Privilege" (2006年)
- "Rollin' V.I.P" (2007年)
- "Hollywood" (2016年)

### ミュージック・ビデオ
- "PopoZão" (2006年)

### ゲスト参加
- "You Should" (from the mixtape Optimus Rime by Ya Boy) (2008年)
- "Expectations" (from the mixtape Alien by Ya Boy) (2016年)